# Patricia Banks
Patricia Banks (* 21. April 1990 in Schwäbisch Gmünd; bürgerlich Patricia Nicole Gnida) ist eine deutsche Sängerin polnischer Abstammung. Ihre Musik hat Stilelemente aus Dance, House und Pop.

## Leben
Banks wuchs in Aalen auf. In ihrer Jugend nahm sie Tanz- und Gesangsunterricht. Ihre Eltern zogen kurz vor ihrer Geburt aus Kattowitz nach Deutschland. Sie besuchte das Kopernikus-Gymnasium in Wasseralfingen und erlernte später den Beruf als Grafikdesignerin.

## Karriere
Im Jahr 2007 wurde Patricia auf einem regionalen Casting für Talente entdeckt und anschließend für Fotoshootings und kleinere Konzerte gebucht. Nebenbei war sie unter anderem Backup-Tänzerin für Joelina Drews – Jürgen Drews Tochter. Am 20. November 2009 erschien Patricias Debüt-Single Get Right Tonight. Damit begann sie im Jahr 2009 ihre erste nationale Tour in Clubs, auf Festivals sowie in verschiedenen Fernsehsendungen.
Highlights der Tour waren die YOU-Messe in Berlin und der Radio Regenbogen Kindertag in Karlsruhe vor mehreren tausend Zuschauern sowie TV-Auftritte auf VIVA (VIVA Live!), KI.KA, VOX (Auf und Davon mit Familie Drews), 3+ (Schweiz), ZDF (ZDF Fernsehgarten) und Show TV (Türkei).
2010 arbeitete Patricia Banks mit dem deutschen DJ und Musikproduzenten Damon Paul an mehreren Musikprojekten und tourte mit ihm durch Clubs in Deutschland, Österreich, Schweiz. und Tschechien. Am 1. Juni 2012 traten beide gemeinsam mit Mc Ambush bei THE DOME 62 in Essen auf und präsentierten vor über 1200 Zuschauern den Song Leave.
Zudem war sie von 2011 bis 2013 Mitglied der Girlband Candy Six an der Seite von Model Mia Gray. Inzwischen traten die beiden auf verschiedenen Großveranstaltungen auf, wie zum Beispiel der SWR Fashion & Music in Metzingen oder der NRJ Music Tour in Stuttgart vor über 14 000 Zuschauern.
Patricia teilte sich bereits die Bühne mit namhaften Künstlern wie Cro, Söhne Mannheims, Rita Ora, Medina, Amy Macdonald und Die Atzen.

## Diskografie

### Singles
- 2009: Get Right Tonight
- 2010: Get Right Tonight (Sabrina Gaultier Mix)
- 2011: Without You (Damon Paul feat. Patricia Banks)
- 2012: Ai Se Eu Te Pego (Female Version) (Damon Paul feat. Patricia Banks)
- 2012: Balada (Damon Paul feat. Patricia Banks)
- 2012: Leave (Damon Paul feat. Mc Ambush & Patricia Banks)
- 2012: Last Christmas, Coverversion des Wham!-Liedes, (Damon Paul feat. Patricia Banks)
- 2012: Life Is Rich (Candy Six)
- 2012: Close Your Eyes (Candy Six)
- 2013: The Sun Always Shines on T.V., Coverversion des A-ha-Liedes, (Damon Paul feat. Patricia Banks)

### CD/DVD-Sampler
- Clubtunes on DVD – The Big Room Edition
- DJ Networx Vol. 52
- Dance Partyhits
- Electro House Alarm Vol. 11
- Latin Dance Party
- Club Hits – Hear the Boom

## Fernsehauftritte
- 2012: Damon Paul feat. Mc Ambush und Patrica Banks bei THE DOME 62[4]
- 2013: Damon Paul feat. Patricia Banks: The Sun Always Shines on T.V., Coverversion des A-ha-Liedes, im ZDF-Fernsehgarten[11][12]

## Charts
- „Without You“ erreichte #2 in den 44 House Charts, #7 in den Swizz Charts, #9 in den German Pop Charts und #10 in den Plattenjukie Charts.
- „Ai Se Eu Te Pego (Female Version)“ schaffte es auf #1 in den German DJ Shop Charts und ist u. a. auf Sunshine Live und bigFM zu hören.
- „Life Is Rich“ wurde #1 in den iMusic1 Voting Charts und war im TV Channel iMusic1 zu sehen.